# 존 겜버링
존 겜버링(John Gemberling, 1981년 2월 1일 ~ )은 미국의 배우, 각본가이다.
뉴욕에서 태어났다.

## 출연 작품
- 마이 애니메 걸프렌드 (2011년)
- 워스트. 프롬. 에버. (2011년)
- 로봇토미 (2010년)
- 최악의 영화 (2009년)
- 반대표 - 바비 듀크스 이야기 (2004년)
- 팰린드롬 (2004년)
- 메이킹 히스토리
- 브로드 시티 시즌2
- 브로드 시티 시즌1
- 슈퍼 펀 나이트